# فرگشت خزندگان

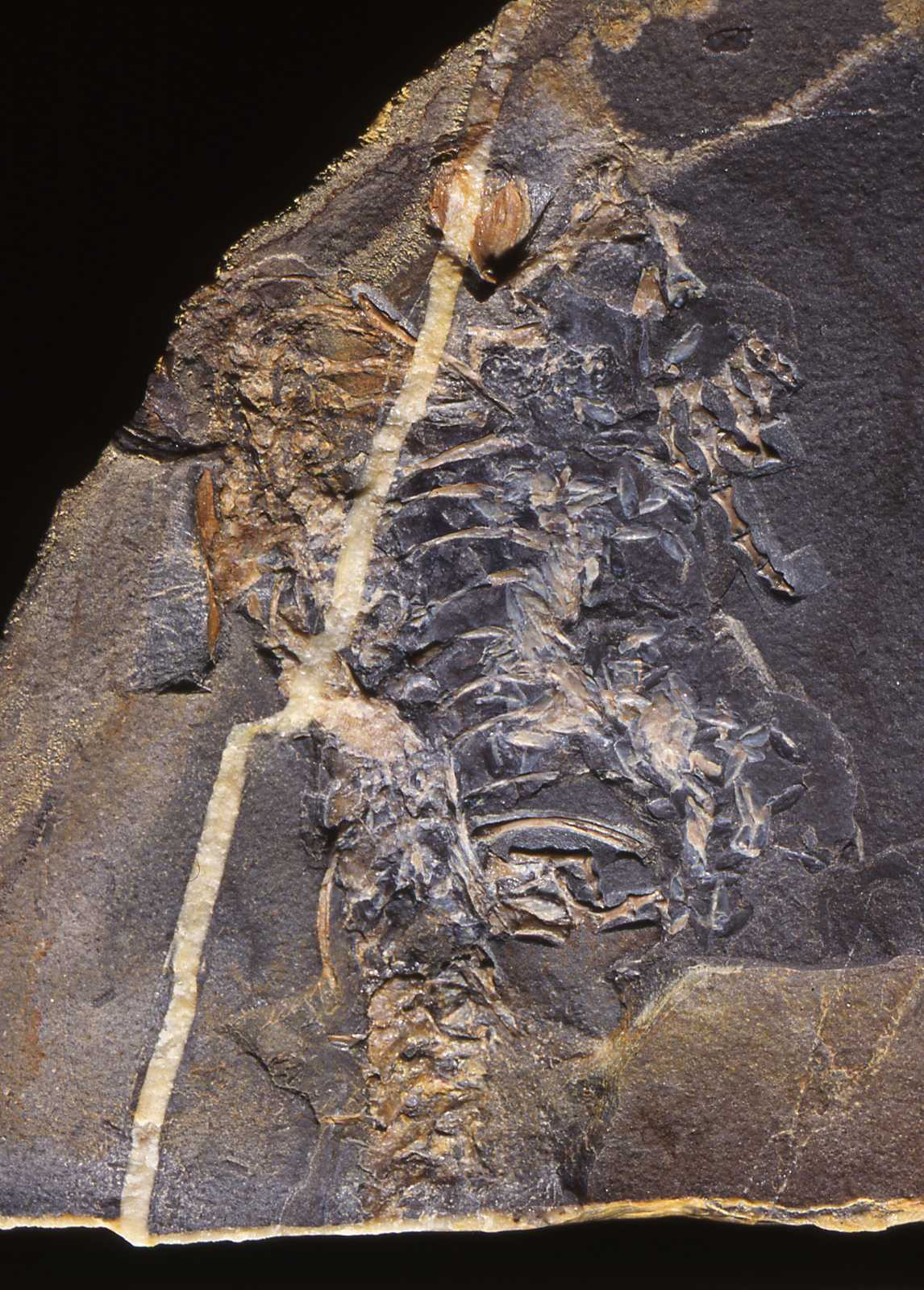
فسیلی از Casineria که احتمالاً اولین آمنیوت بوده است.

خزندگان حدود ۳۲۰ میلیون سال پیش در دوره کربونیفر به وجود آمدند. خزندگان، در معنای سنتی این واژه، به جانورانی گفته می‌شود که پولک‌ها یا فلس‌هایی دارند، تخم‌هایی با پوسته سخت روی زمین می‌گذارند و دارای متابولیسم خون‌سرد هستند؛ بنابراین، این گروه پیراتبار است، به استثنای جانوران خون‌گرم مانند پرندگانی که از خزندگان اولیه تعریف‌شده سنتی می‌آیند. تعریفی مطابق با نام‌گذاری تباری، که گروه‌های پیراتباری را رد می‌کند، شامل پرندگان می‌شود، در حالی که پستانداران و اجداد هم‌کمانان آنها را مستثنی می‌کند؛ بنابراین، خزندگان با خزنده‌چهرگان (Sauropsida) یکسان است.
اگرچه تعداد کمی از خزندگان امروزی شکارچیان اوج هستند، نمونه‌های زیادی از خزندگان اوج در گذشته وجود داشته است. خزندگان دارای تاریخچه تکاملی بسیار متنوعی هستند که سبب موفقیت‌های بیولوژیکی مانند دایناسورها، پتروسورها، پلزیوسورها، موساسورها و ایکتیوسورها شده است.

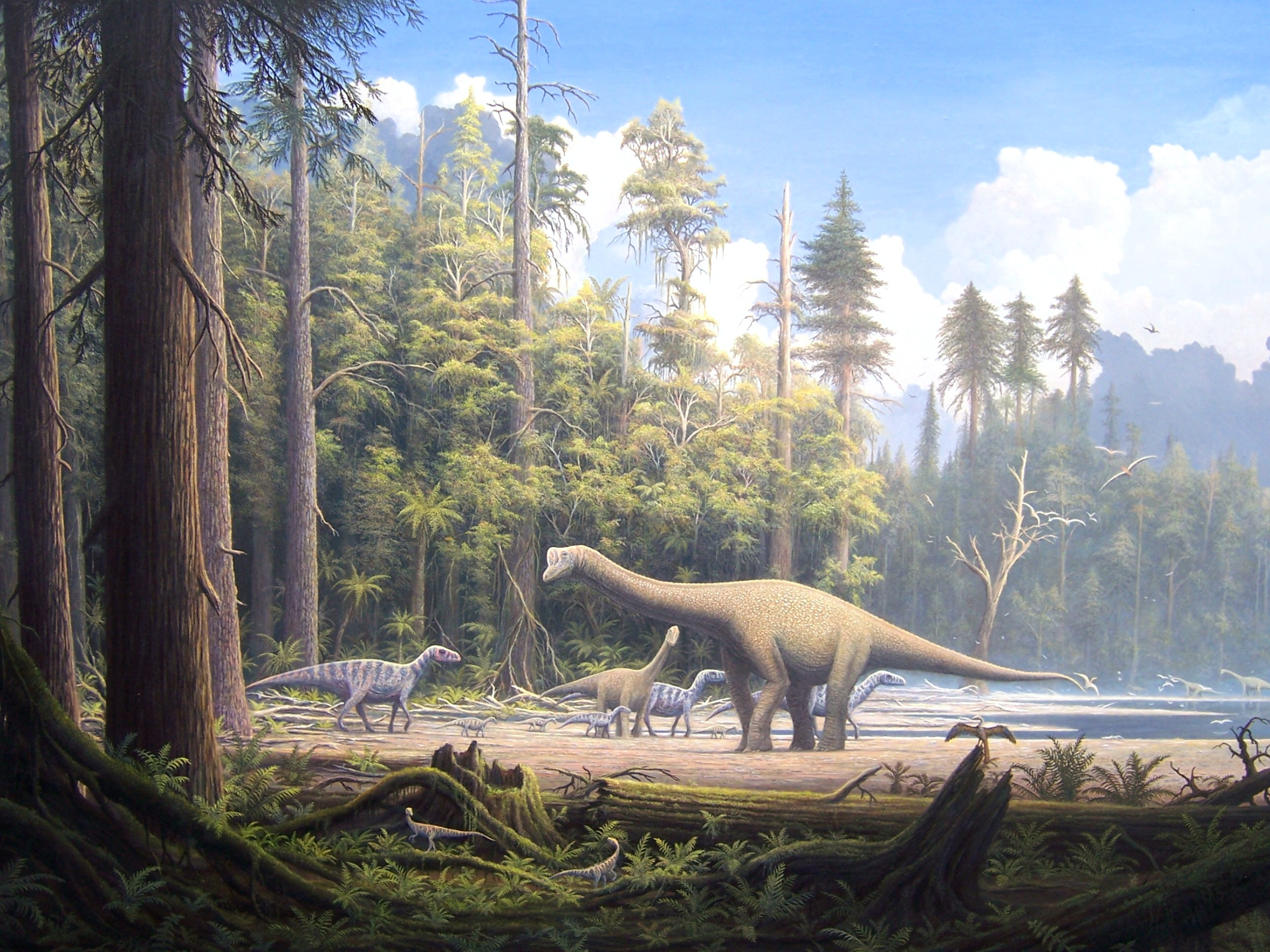
صحنه مزوزوئیک که کلان‌زیاگان معمولی خزنده را نشان می‌دهد: دایناسورها Europasaurus holgeri، Iguanodon، و Archeopteryx روی کنده درخت در پیش‌زمینه نشسته‌اند.